# Nectandra cuspidata
Nectandra cuspidata Nees & Mart. – gatunek rośliny z rodziny wawrzynowatych (Lauraceae Juss.). Występuje naturalnie na obszarze od południowego Meksyku aż po Brazylię i Paragwaj. W Brazylii rośnie w stanach Acre, Amazonas, Pará, Roraima, Tocantins, Bahia, Ceará, Maranhão, Pernambuco, Goiás, Mato Grosso, São Paulo oraz Paraná. 

## Morfologia
PokrójZimozielone drzewo dorastające do 30 m wysokości. Gałęzie są owłosione.
LiścieMają lancetowaty kształt. Mierzą 8–18 cm długości oraz 1,5–5 szerokości. Są skórzaste, owłosione od spodu. Nasada liścia jest ostrokątna. Liść na brzegu jest zawinięty. Wierzchołek jest spiczasty
KwiatySą zebrane w wiechy. Rozwijają się w kątach pędów. Dorastają do 15 cm długości. Płatki okwiatu pojedynczego mają żółtozielonkawą barwę. Są niepozorne – mierzą 3–5 mm średnicy.
OwocePestkowce o kształcie od elipsoidalnego do kulistego. Osiągają 12 mm długości oraz 8 mm średnicy. Osadzone są na krótkich szypułkach.

## Biologia i ekologia
Rośnie w wiecznie zielonych lasach o dużej wilgotności. Występuje na terenach nizinnych. Kwitnie od sierpnia do września, natomiast owoce pojawiają się w marcu.